# Илефельд, Герберт
Герберт Илефельд (нем. Herbert Ihlefeld; 1 июня 1914, Пиннов, Мурнау — 8 августа 1995, Веннигзен) — немецкий лётчик-ас Испанской гражданской и Второй мировой войн. В ходе первой из них одержал 9 побед, в ходе второй в 987 вылетах одержал 123 победы, из них 67 на Восточном фронте и 4 над 4-х моторными бомбардировщиками — всего 132 победы. В ходе войны его 8 раз сбивали, но он выжил. Являлся кавалером Рыцарского креста с дубовыми листьями и мечами.

## Биография
В 1934 году начал службу в Люфтваффе, первое время служил механиком. В марте 1937 года, после прохождения летного обучения, направлен служить в группу I./JG132 «Рихтгофен» (позже ставшей I./JG2).

## Испания
В ноябре 1937 года был послан в Испанию, где попал в 2./J88 легиона «Кондор». Летал на самолёте Мессершмитт Bf.109В. В течение первых 7-и месяцев 1938 года, в ходе боевых действий в Испании Илефельд сбил 9 республиканских самолетов: четыре истребителя И-16 «Rata» (21 февраля, 11 и 18 мая, 25 июня), четыре истребителя И-15 «Chatos» (13 марта, 12 июля и два самолета 15 июля), а также бомбардировщик СБ (2 июня), став по окончании войны одним из лучших асов люфтваффе. За Испанскую войну был награждён Испанским крестом с бриллиантами.
Между двумя войнами лейтенант Илефельд служил в качестве резервного пилота в пилотажной группе Kunstflugstaffel.

## Вторая мировая война
К началу Второй мировой войны Илефельд был направлен в истребительную группу учебной эскадры LG2 — l.(Jagd)/LG2 (в будущем ставшей I./JG77). Участвовал в польской кампании, но побед не имел.
Свою первую победу во Второй мировой войне он одержал 29 мая 1940 года, а всего во время Французской кампании сбил три самолета.
Став 1 июля 1940 года командиром эскадрильи 1.(Jagd)/LG2, а с 1 сентября и всей группы, продолжал одерживать победы. 13 сентября 1940 года за 21 победу был награждён Рыцарским крестом и в тот же день получил звание гауптмана. Всего же, до 27 сентября одержал 24 победы в воздухе.
Весной 1941 года сбил 10 английских истребителей.
6 апреля 1941 года вместе с вермахтом участвовал в Югославской операции. В этот день он участвовал в атаке на аэродром в Нише. Во время этого боя он был легко ранен, а его самолет поврежден. Илефельд совершил вынужденную посадку и попал в плен. В плену он был жестоко избит, и ему угрожали расстрелом, однако через восемь дней его освободили наступающие в ходе скоротечной кампании части вермахта.
Илефельд получил краткосрочный отпуск в Германию и вскоре вернулся на фронт, участвуя в Критской операции. 26 мая над Критом он сбил «Харрикейн» Mk.I из 274 эскадрильи RAF.

## Восточный фронт
С самого начала операции «Барбаросса», вместе со своей частью участвовал в кампании. И уже 27 июня 1941 года после 40 одержанных побед был награждён дубовыми листьями к Рыцарскому кресту.
Продолжая воевать на советско-германском фронте постепенно наращивал счет своих побед. 3 августа 1941 года сбил 6 самолетов (48-53 победы).
6 января 1942 года его группа была реорганизована и получила название I./JG77.
Весной 1942 года много раз в течение одного дня сбивал по несколько самолетов противника. Например, 24 марта сбил пять самолетов (70-74-я победы), а 30 марта — семь (76-82 победы). 19 апреля 4 самолета (85-88-я победы), на следующий день, 20 апреля, снова сбил 7 самолетов (89-95-я), 21 апреля — 2 самолета (96-97-я победы), а 22 апреля Илефельд сбил 4 самолета (98-101-я победы), став таким образом 5-м пилотом люфтваффе, достигнувшим планки в сто побед. За этот результат, 24 апреля, он 9-м в вермахте (и 7-м в люфтваффе) был награждён Рыцарским крестом с дубовыми листьями и мечами, повышен в звании до майора и отстранен от боевых полетов. 11 мая он также оставил пост командира группы. Всего, за время его командования, группа при потере 17 мессершмиттов одержала 323 победы.
С 11 мая 1942 года работал в штабе JG51 проходя стажировку к предстоящему назначению на пост командира эскадры. 22 июня 1942 года он был назначен командиром JG52. В это время он «нелегально», в нарушение приказа, совершал боевые вылеты и сбил 6 самолетов, которые официально ему не засчитали.
22 июля 1942 года во время полета над линей фронта, его служебный Шторьх был атакован и сбит советскими истребителями, а сам Илефельд был серьёзно ранен. В течение августа его на посту командира эскадры был вынужден заменять командир JG77 Гордон Голлоб.

## Снова на Западном фронте
Осенью 1942 года, видимо так до конца и не оправишись от ранения, Илефельд был назначен начальником летной школы Jagdschule 3 (позже стала JG103). 21 июля 1943 года он передал командование Гансу фон Хану, а сам принял командование над формировавшейся в Берлине группой высотных истребеителей Jagdgruppe Nord der ObdL, позже ставшей эскадрой JG25. Эта эскадра находилась в прямом подчинении ОКЛ и предназначалась для борьбы со скоростными высотными разведчиками союзников «Москито». В декабре 1943 года эскадра была расформирована.
1 мая 1944 года Илефельд кратковременно был назначен на должность командира JG11, но уже 20 мая получил в командование JG1, после гибели её командира Вальтера Оезау. Сама эскадра в честь него получила своё почетное имя и далее защищая Рейх сражалась с 4-х моторными бомбардировщиками союзников. Летая вместе с пилотами эскадры, Илефельд, получивший к тому моменту разрешение на полеты сбил 4 4-х моторных гиганта.
Вместе с эскадрой Илефельд участвовал 1 января 1945 года в неудачной операции «Боденплатте» — налете на аэродромы союзников в Бельгии и Голландии. Его самолет попал под огонь зенитной артиллерии союзников и Илефельд в очередной раз был сбит. Тем не менее Илефельд оставался на посту командира JG1 до самого конца войны, застав период, когда эскадра начала перевооружение на реактивные истребители Heinkel He 162 Volksjager.
В мае 1945 был взят в плен британскими силами.
После войны работал в гражданской авиации.